# Ursula Helmhold

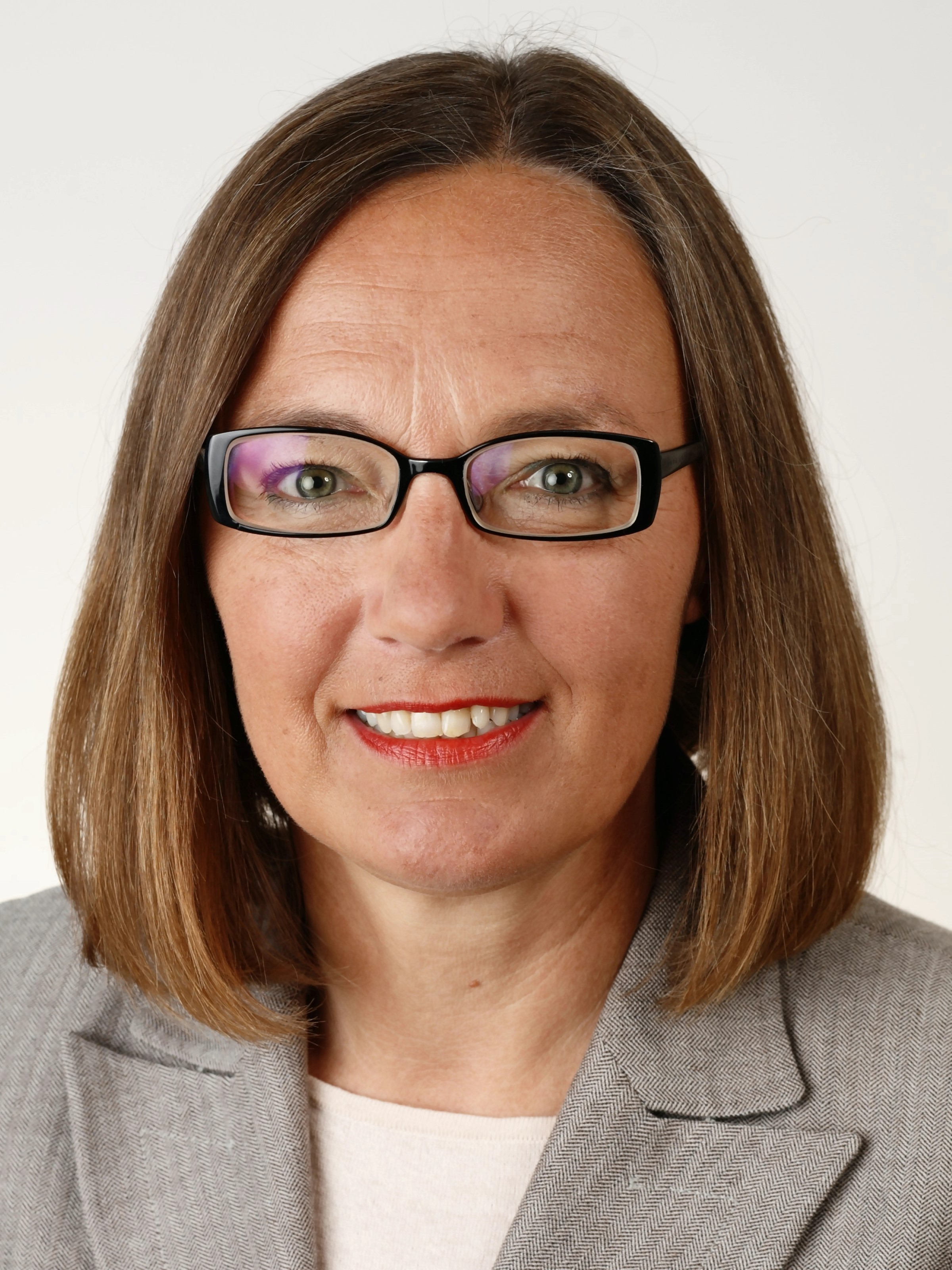
Ursula Helmhold, 2012

Ursula Helmhold (* 26. April 1956 in Recklinghausen) ist eine deutsche Politikerin (Bündnis 90/Die Grünen) und war von 2003 bis 2013 Mitglied des Niedersächsischen Landtags.

## Ausbildung und Beruf
Nach dem Abitur in Rinteln absolvierte Helmhold eine Ausbildung zur Krankenschwester in Hamburg und Hannover. Anschließend studierte sie an der Technischen Universität Braunschweig Deutsch, Biologie und Politik auf Lehramt für Grund- und Hauptschulen. Seit 1985 war sie als Lehrerin in einer Fachschule für Altenpflege tätig. Sie machte Weiterbildungen zur Gerontotherapeutin und Qualitätsauditorin und war seit 1989 stellvertretende Schulleiterin. Daneben ist sie freiberufliche Fort- und Weiterbilderin sowie Qualitätsberaterin in Altenpflegeeinrichtungen.
Sie ist verheiratet und hat zwei Kinder.

## Politik
Im Jahr 1985 wurde Ursula Helmhold Mitglied bei Bündnis 90/Die Grünen. Von 1986 bis 2016 war sie – mit einer Unterbrechung von 1996 bis 2001 – Mitglied des Stadtrates von Rinteln. Sie war Vorsitzende der Grünen-Fraktion und stellvertretende Bürgermeisterin.
Bei der Landtagswahl 2003 zog sie über die Landesliste in den Niedersächsischen Landtag ein. In der Landtagsfraktion der Grünen wurde sie frauen- und sozialpolitische Sprecherin. Von 2007 bis 2010 war sie stellvertretende Fraktionsvorsitzenden und parlamentarische Geschäftsführerin ihrer Fraktion. Bei der Landtagswahl 2008 war sie Spitzenkandidatin der Grünen. Von 2008 bis 2013 war sie Sprecherin ihrer Fraktion für Soziales, Gesundheit und Medien. Bei der Landtagswahl 2013 trat sie nicht wieder an.

## Ämter
Ursula Helmhold ist Mitglied des Rundfunkrates des Norddeutschen Rundfunks, Mitglied der Besuchskommission für das Gebiet Hannover des Ausschusses für Angelegenheiten der psychiatrischen Krankenversorgung und 1. Vorsitzende des Bridgeclubs Rinteln.
| Personendaten    | Personendaten                                     |
| ---------------- | ------------------------------------------------- |
| NAME             | Helmhold, Ursula                                  |
| KURZBESCHREIBUNG | deutsche Politikerin (Bündnis 90/Die Grünen), MdL |
| GEBURTSDATUM     | 26. April 1956                                    |
| GEBURTSORT       | Recklinghausen                                    |